# Oberndorf in Tirol
Oberndorf in Tirol ist eine Gemeinde mit 2396 Einwohnern (Stand: 1. Jänner 2024) im Bezirk Kitzbühel in Tirol (Österreich).

## Geografie
Die Gemeinde liegt im Gerichtsbezirk Kitzbühel im Leukental, an der Kitzbüheler Ache zwischen Kitzbühel und St. Johann in Tirol. Der tiefste Punkt der Gemeinde befindet sich bei 680 Meter über dem Meer an der Kitzbühler Ache, die das Gemeindegebiet von Süden nach Norden durchfließt. Nach Westen steigt das Land bis 800 Meter an. Diese  bewaldeten Höhen trennen das Leukental vom Tal der Aschauer Ache. Im Osten liegt der höchste Punkt der Gemeinde, das Kitzbüheler Horn mit 1996 Meter.

### Gemeindegliederung
Das Gemeindegebiet setzt sich neben dem Hauptort aus mehreren Weilern zusammen.

### Nachbargemeinden
| Going am Wilden Kaiser |                                             | St. Johann in Tirol |
| Reith bei Kitzbühel    | Kompassrose, die auf Nachbargemeinden zeigt |                     |
|                        | Kitzbühel                                   |                     |

## Geschichte
Oberndorf wird in Aufzeichnungen der Fürstpropstei Berchtesgaden von 1125 bis 1136 als „Oberndorf“ erstmals urkundlich genannt. 1151 wird auch der Weiler Wiesenschwang in einer päpstlichen Besitzbestätigung für Kloster Rott als „Wisinchsuuanch“ urkundlich erwähnt. Im Jahre 1422 wurde erstmals eine Kirche, geweiht dem Patrozinium der Apostel Philippus und Jakobus, erwähnt.
Nach der Überlieferung wurden im Jahre 1539 Erzvorkommen am Rerobichl entdeckt. Innerhalb kurzer Zeit waren auf verhältnismäßig kleinem Raum über 600 Schächte für den Kupfer- und Silberabbau belegt. Diese wurden bald zusammengelegt und von vier Bergwerksgesellschaften als größtes Kupferbergwerk Europas betrieben. Es waren bis zu 1.500 Bergknappen beschäftigt. Das Erz musste aus tiefen Schächten zu Tage gefördert werden, so war der tiefste Schacht der Erde, der Heilig-Geist-Schacht am Rerobichl, mit seinen beachtlichen 886 m Tiefe ein Meisterwerk des damaligen Bergbaus. In nur 55 Jahren erreichte man diese Tiefe. Nach etwa 50 Jahren Bergbau begannen die Kupfer- und Silbervorkommen weniger zu werden, doch durch die Entdeckung von Steinsalz Anfang des 17. Jahrhunderts konnte der Weiterbestand des Bergwerks gesichert werden. Der Bergbau wurde nun vom Landesfürsten übernommen. In dieser Zeit waren zwischen 300 und 500 Knappen beschäftigt. Der Bergbau wurde 1774 eingestellt und danach mehrmals wieder aufgenommen, jedoch ohne größere Erfolge.
Im Jahre 1969 und 1970 wollte die südafrikanische Union Corporation Limited den Bergbau erneut beginnen, scheiterte jedoch an einer Bürgerinitiative, denn es sind immer noch Silber- und Kupfervorkommen in weitaus tieferen Gesteinsschichten am Rerobichl vorhanden. Der Abbau wäre aber mit einem extrem hohen Aufwand verbunden.
1875 wurde die Giselabahn, die durch Oberndorf führt, eröffnet. 1881 eröffnete man die Haltestelle östlich der Gemeinde.
Am 15. November 1898 eröffnete man das neue Schulhaus. Sieben Jahre später fand die Enthüllungsfeier des Hagerdenkmals statt.
Am 14. Mai 1908 löste ein Brand aus, mit der drei Häuser und die Kirche in Mitleidenschaft gezogen wurden. Im Jahre 1909 wurde in Oberndorf ein eigener Feuerwehrverein gegründet.
1912 verursachten sintflutartige Regenfälle eine große Überschwemmung. Dabei wurde viel Ackerland zerstört.
Im Jahr 1927 wurde Oberndorf von St. Johann in Tirol getrennt und zur selbständigen Gemeinde erhoben, nachdem schon 1892 und 1911 Anläufe in diese Richtung gescheitert waren. 1892 gab es bereits einen Gemeinderatsbeschluss über eine Aufteilung in drei Gemeinden St. Johann-Dorf, St. Johann-Land und Oberndorf, dies fand jedoch bei der Landesregierung keine Zustimmung. Am 8. Februar 1927 kam folgender Gesetzesbeschluss zustande: „Mit 1. Juli 1927 ist Oberndorf eine selbstständige Gemeinde!“ Bei den ersten Gemeinderatswahlen im Jahre 1927 wurde Mathias Hager, Adlerbauer, zum ersten Bürgermeister gewählt.
1961 ging erstmals ein Skilift im Ortsteil Wiesenschwang in Betrieb.
Am 1. Januar 1966 eröffnete die Raiffeisenkasse St. Johann in Tirol und Oberndorf ihre Pforten. Dabei wurde die alte Schmiede- und Wagnerwerkstätte verwendet.
Im Jahre 1984 wurde die Umfahrungsstraße durch den Landeshauptmann Ök. Rat Eduard Wallnöfer offiziell eröffnet. Somit wurden die täglichen Verkehrsprobleme im Ort behoben und die Lebensqualität erheblich verbessert.
Heute ist Oberndorf eher noch ein bäuerliches Dorf, hat aber in den letzten Jahren massiv an Einwohnern gewonnen. So wurde im Jahre 2005 erstmals die 2.000-Einwohnergrenze überschritten. Des Weiteren siedeln sich immer mehr Gewerbe- und Industriebetriebe an. Bis 2019 hat sich die Einwohnerzahl auf 2.245 erhöht.

### Bevölkerungsentwicklung
EinwohnerJahr6009001200150018002100240027001860189019201950198020102040EinwohnerEinwohnerentwicklung von Oberndorf in Tirol

## Kultur und Sehenswürdigkeiten

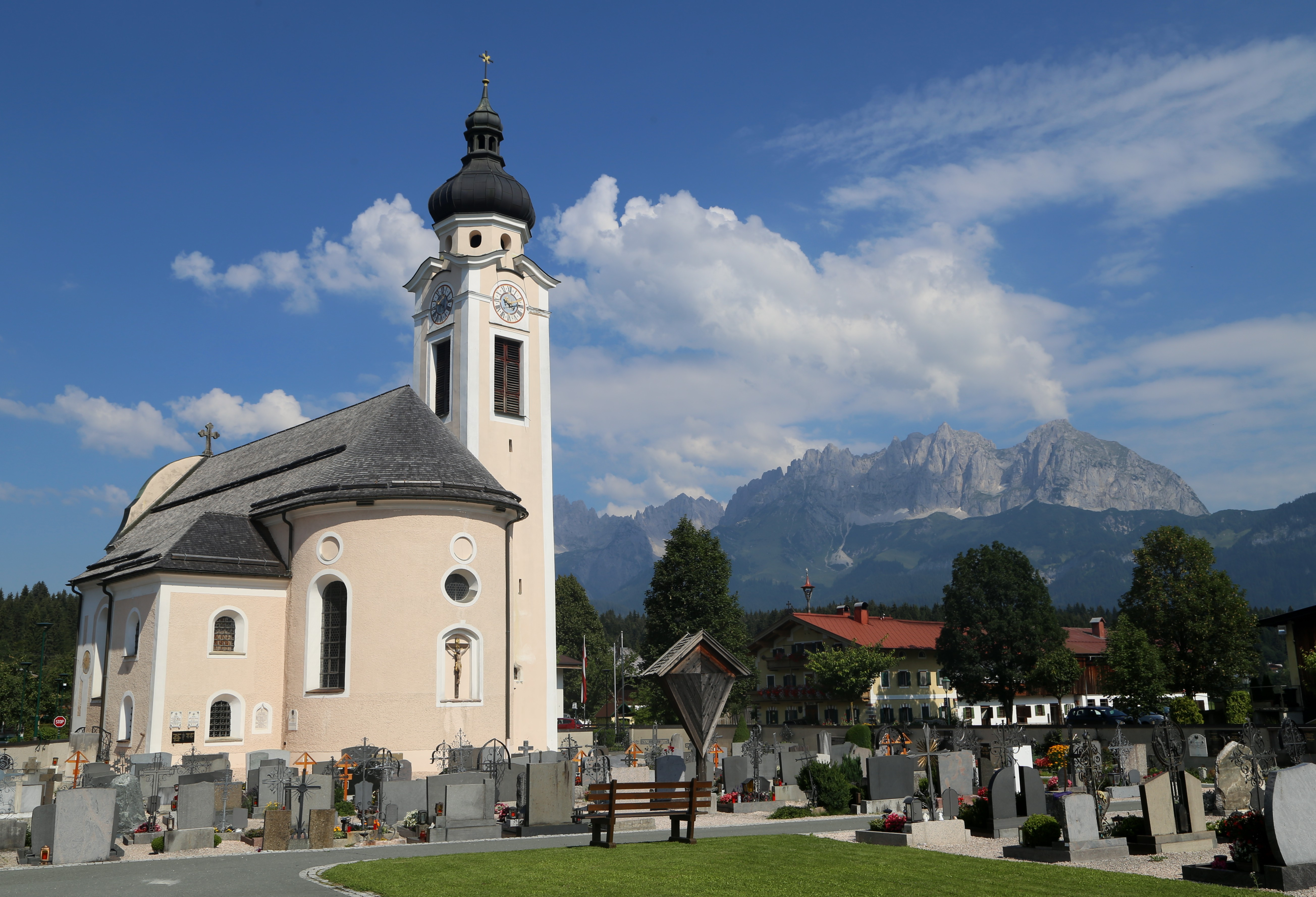
Pfarrkirche Oberndorf in Tirol

- Katholische Pfarrkirche Oberndorf in Tirol Hll. Philippus und Jakobus

## Wirtschaft und Infrastruktur
Wichtigste Wirtschaftszweige sind der Tourismus und ein Hartsteinwerk. Bis zum 18. Jahrhundert wurde am Rerobichl Kupferbergbau betrieben.
In Oberndorf haben mehrere Industriebetriebe ihren Standort, darunter die Firma Fritz Egger GmbH & Co, die zu den führenden Holzwerkstoff- und Spanplattenherstellern in Europa zählt. Die Konzernzentrale der Klausner-Gruppe befindet sich in Oberndorf.

### Verkehr
- Bahn: Oberndorf hat eine Haltestelle der Salzburg-Tiroler-Bahn.

## Politik

### Gemeinderat
Die Gemeinderat hat insgesamt 15 Mitglieder.
- Mit den Gemeinderats- und Bürgermeisterwahlen in Tirol 1998 hatte der Gemeinderat folgende Verteilung: 5 Bürgermeister Hans Schweigkofler – Oberndorfer Sozialdemokraten und Unabhängige (SPÖ), 5 Wir Oberndorfer für Hans Brandstätter, 2 FPÖ und 1 Generation Oberndorf.[4]
- Mit den Gemeinderats- und Bürgermeisterwahlen in Tirol 2004 hatte der Gemeinderat folgende Verteilung: 6 Bürgermeisterliste Hans Schweigkofler, 3 ÖVP Oberndorf – Gemeinsam für unser Dorf, 2 AAB – Oberndorf, 1 GEO–Generation Oberndorf und 1 Die "Bürgerlichen".[5]
- Mit den Gemeinderats- und Bürgermeisterwahlen in Tirol 2010 hatte der Gemeinderat folgende Verteilung: Bürgermeisterliste Hans Schweigkofler, Für Oberndorf – Tiroler Volkspartei, GeO – die nächste Generation Oberndorfs und Arbeiter und Angestellte – Tiroler Volkspartei.[6]
- Mit den Gemeinderats- und Bürgermeisterwahlen in Tirol 2016 hat der Gemeinderat folgende Verteilung: 7 Bürgermeisterliste, 4 Für Oberndorf, 3 GEO – Generation Oberndorf und 1 Zukunft Oberndorf.[7]
- Mit den Gemeinderats- und Bürgermeisterwahlen in Tirol 2022 hat der Gemeinderat folgende Verteilung: 6 Team Oberndorf (SPÖ), 4 Fürs Dorf (ÖVP-nah), 4 GEO – Generation Oberndorf (ÖVP-nah) und 1 ZOM (ÖVP-nah).[8]

### Bürgermeister
- 1962–1992 Franz Höck
- seit 1992 Johann Schweigkofler (Bürgermeisterliste, SPÖ)

### Wappen
Das 1975 verliehene Wappen enthält ein Bergwerksymbol: einen goldenen Berghäckel (ehemals Amts- und Würdezeichen in der Bergbauverwaltung) auf schwarzem Grund und einen tiefen Schacht in Rot. Damit verweist es auf die große Zeit des Kupferbergbaus. Aus dieser stammt der bis 1870 tiefste Schacht der Welt, der durch die leicht schräge Schildteilung in rotes und schwarzes Feld symbolisiert wird.

## Trivia
Im Jahre 1938 malte der aus Oberndorf stammende Maler Alfons Walde ein 43 X 61 cm großes Bild in Öl auf Malpappe mit dem Titel Dorfsommer (Oberndorf in Tirol).
2009–2012 war Oberndorf Station des FIS Skicross World Cup. Das Nachtrennen war das am besten besuchte Rennen der Serie.
Seit 2015 bis 2019 wurde in Oberndorf das größte Rennen der Spartan Race Serie in Österreich immer im September ausgetragen.

## Persönlichkeiten

### Söhne der Gemeinde
- Alfons Walde (1891–1958), expressionistischer Maler
- Peter Thaler (1891–1978), Maler und Volksschauspieler
- Paul Landmann (* 1932), Landwirt, Politiker und Abgeordneter zum Österreichischen Nationalrat
- Markus Stöckl (* 1974), Extrem-Radfahrer

### Personen mit Bezug zum Ort
- Franz Beckenbauer (1945–2024), deutscher Fußballspieler und -trainer, hatte seit 1982 einen Wohnsitz in Oberndorf
- David Hasselhoff (* 1952), US-amerikanischer Schauspieler und Sänger, hatte in den 1990er Jahren einen Wohnsitz in Oberndorf
- David Kreiner (* 1981), Nordischer Kombinierer
- Georg Lindner (* 1983), Skirennläufer